# Serie A 1974/75
De Serie A 1974/75 was het 72ste voetbalkampioenschap (scudetto) in Italië en het 44ste seizoen van de Serie A. Juventus werd kampioen.

## Eindstand
|     | Team              | Ptn | Wed | W  | G  | V  | DV | DT | Opmerking |
| --- | ----------------- | --- | --- | -- | -- | -- | -- | -- | --------- |
| 1.  | Juventus FC       | 43  | 30  | 18 | 7  | 5  | 49 | 19 | EC I      |
| 2.  | SSC Napoli        | 41  | 30  | 14 | 13 | 3  | 50 | 22 | UEFA Cup  |
| 3.  | AS Roma           | 39  | 30  | 15 | 9  | 6  | 27 | 15 | UEFA Cup  |
| 4.  | Lazio Roma        | 37  | 30  | 14 | 9  | 7  | 34 | 28 | UEFA Cup  |
| 5.  | AC Milan          | 36  | 30  | 12 | 12 | 6  | 37 | 22 | UEFA Cup  |
| 6.  | Torino Calcio     | 35  | 30  | 11 | 13 | 6  | 40 | 30 |           |
| 7.  | Bologna           | 32  | 30  | 10 | 12 | 8  | 36 | 33 |           |
| 8.  | AC Fiorentina     | 31  | 30  | 9  | 13 | 8  | 31 | 27 | EC II     |
| 9.  | Internazionale    | 30  | 30  | 10 | 10 | 10 | 26 | 26 |           |
| 10. | Cagliari Calcio   | 26  | 30  | 6  | 14 | 10 | 22 | 30 |           |
| 11. | AC Cesena         | 25  | 30  | 5  | 15 | 10 | 23 | 35 |           |
| 12. | Ascoli            | 24  | 30  | 6  | 12 | 12 | 14 | 27 |           |
| 12. | Sampdoria Genua   | 24  | 30  | 4  | 16 | 10 | 21 | 35 |           |
| 14. | Lanerossi Vicenza | 21  | 30  | 5  | 11 | 14 | 19 | 34 | Serie B   |
| 15. | Ternana Calcio    | 19  | 30  | 4  | 11 | 15 | 19 | 42 | Serie B   |
| 16. | Varese FC         | 17  | 30  | 3  | 11 | 16 | 19 | 42 | Serie B   |

## Statistieken

### Topscorers
- In onderstaand overzicht zijn alleen de spelers opgenomen met tien of meer treffers achter hun naam.

| № | Naam               | Club            | Goals | Pen. | Duels | Gem. |
| - | ------------------ | --------------- | ----- | ---- | ----- | ---- |
| 1 | Paolino Pulici     | Torino FC       | 18    | 3    | 23    |      |
| 2 | Giuseppe Savoldi   | Bologna FC      | 15    | 4    | 28    |      |
| 3 | Giorgio Chinaglia  | Lazio Roma      | 14    | 4    | 30    |      |
| 4 | Clerici            | SSC Napoli      | 14    | 3    | 29    |      |
| 5 | Pierino Prati      | AS Roma         | 14    | 1    | 29    |      |
| 6 | Giorgio Braglia    | SSC Napoli      | 12    | 0    | 29    |      |
| 7 | Francesco Graziani | Torino FC       | 12    | 0    | 30    |      |
| 8 | Egidio Calloni     | AC Milan        | 11    | 2    | 26    |      |
| 9 | Sergio Gori        | Cagliari Calcio | 10    | 0    | 29    |      |

### Scheidsrechters
| Naam            | Geboren    | Debuut     | Duels | Kreeg geel | Kreeg voor de tweede keer geel en dus rood | Weggestuurd | Pen. |
| --------------- | ---------- | ---------- | ----- | ---------- | ------------------------------------------ | ----------- | ---- |
| Enzo Barbaresco | 24.04.1937 | 03.12.1967 | 9     | ?          | ?                                          | ?           | 2    |

### Juventus
Bijgaand een overzicht van de spelers van Juventus, die in het seizoen 1974/75 onder leiding van trainer-coach Carlo Parola voor de zestiende keer in de clubgeschiedenis kampioen van Italië werden.
| Naam                 | Min.  | Duels | B  | Werd in het veld gebracht | Werd van het veld gehaald | Goal | Kreeg geel | Kreeg voor de tweede keer geel en dus rood | Weggestuurd |
| -------------------- | ----- | ----- | -- | ------------------------- | ------------------------- | ---- | ---------- | ------------------------------------------ | ----------- |
| Dino Zoff            | 2610' | 30    | 30 | 0                         | 0                         | 0    | ?          | ?                                          | ?           |
| Claudio Gentile      | 2520' | 29    | 29 | 0                         | 0                         | 0    | ?          | ?                                          | ?           |
| Fabio Capello        | 2430' | 28    | 28 | 0                         | 0                         | 3    | ?          | ?                                          | ?           |
| Franco Causio        | 2413' | 28    | 28 | 0                         | 1                         | 7    | ?          | ?                                          | ?           |
| Giuseppe Furino      | 2420' | 28    | 28 | 0                         | 2                         | 0    | ?          | ?                                          | ?           |
| Gaetano Scirea       | 2430' | 28    | 28 | 0                         | 0                         | 0    | ?          | ?                                          | ?           |
| Roberto Bettega      | 2285' | 27    | 27 | 0                         | 2                         | 6    | ?          | ?                                          | ?           |
| Antonello Cuccureddu | 2340' | 27    | 27 | 0                         | 0                         | 2    | ?          | ?                                          | ?           |
| Oscar Damiani        | 2229' | 27    | 27 | 0                         | 5                         | 9    | ?          | ?                                          | ?           |
| Francesco Morini     | 2170' | 26    | 25 | 1                         | 2                         | 0    | ?          | ?                                          | ?           |
| Pietro Anastasi      | 1849' | 25    | 22 | 3                         | 4                         | 9    | ?          | ?                                          | ?           |
| Mazzola              | 1144' | 20    | 10 | 10                        | 0                         | 8    | ?          | ?                                          | ?           |
| Silvio Longobucco    | 612'  | 9     | 6  | 3                         | 0                         | 0    | ?          | ?                                          | ?           |
| Fernando Viola       | 710'  | 9     | 8  | 1                         | 1                         | 1    | ?          | ?                                          | ?           |
| Luciano Spinosi      | 548'  | 7     | 7  | 0                         | 1                         | 0    | ?          | ?                                          | ?           |
|                      |       |       |    |                           |                           |      |            |                                            |             |
| Sergio Brio          | 0     | 0     | 0  | 0                         | 0                         | 0    | 0          | 0                                          | 0           |
| Luciano Marangon     | 0     | 0     | 0  | 0                         | 0                         | 0    | 0          | 0                                          | 0           |
| Alberto Marchetti    | 0     | 0     | 0  | 0                         | 0                         | 0    | 0          | 0                                          | 0           |
| Massimo Piloni       | 0     | 0     | 0  | 0                         | 0                         | 0    | 0          | 0                                          | 0           |
| Paolo Rossi          | 0     | 0     | 0  | 0                         | 0                         | 0    | 0          | 0                                          | 0           |

Scudetto:
1898 ·
1899 ·
1900 ·
1901 ·
1902 ·
1903 ·
1904 ·
1905 ·
1906 ·
1907 ·
1908 ·
1909 ·
1909/10 ·
1910/11 ·
1911/12 ·
1912/13 ·
1913/14 ·
1914/15 ·
1915/16 · 1916/17 · 1917/18 · 1918/19 · 
1919/20 ·
1920/21 ·
1921/22 ·
1922/23 ·
1923/24 ·
1924/25 ·
1925/26 ·
1926/27 ·
1927/28 ·
1928/29

Serie A:
1929/30 ·
1930/31 ·
1931/32 ·
1932/33 ·
1933/34 ·
1934/35 ·
1935/36 ·
1936/37 ·
1937/38 ·
1938/39 ·
1939/40 ·
1940/41 ·
1941/42 ·
1942/43 ·
1944/45 ·
1945/46 ·
1946/47 ·
1947/48 ·
1948/49 ·
1949/50 ·
1950/51 ·
1951/52 ·
1952/53 ·
1953/54 ·
1954/55 ·
1955/56 ·
1956/57 ·
1957/58 ·
1958/59 ·
1959/60 ·
1960/61 ·
1961/62 ·
1962/63 ·
1963/64 ·
1964/65 ·
1965/66 ·
1966/67 ·
1967/68 ·
1968/69 ·
1969/70 ·
1970/71 ·
1971/72 ·
1972/73 ·
1973/74 ·
1974/75 ·
1975/76 ·
1976/77 ·
1977/78 ·
1978/79 ·
1979/80 ·
1980/81 ·
1981/82 ·
1982/83 ·
1983/84 ·
1984/85 ·
1985/86 ·
1986/87 ·
1987/88 ·
1988/89 ·
1989/90 ·
1990/91 ·
1991/92 ·
1992/93 ·
1993/94 ·
1994/95 ·
1995/96 ·
1996/97 ·
1997/98 ·
1998/99 ·
1999/00 ·
2000/01 ·
2001/02 ·
2002/03 ·
2003/04 ·
2004/05 ·
2005/06 ·
2006/07 ·
2007/08 ·
2008/09 ·
2009/10 ·
2010/11 ·
2011/12 ·
2012/13 ·
2013/14 ·
2014/15 ·
2015/16 ·
2016/17 .
2017/18 ·
2018/19 ·
2019/20 ·
2020/21 ·
2021/22 ·
2022/23 ·
2023/24 .
2024/25